# Леслі Маніга
Леслі Франсуа Маніга (гаїт. креол. Leslie François Manigat; 16 серпня 1930 року — 27 червня 2014) — президент Гаїті у 1987–1988 роках. Був усунутий від влади своїм же попередником генерал-лейтенантом Анрі Намфі.

## Життєпис
Леслі Маніга народився в столиці Гаїті, місті Порт-о-Пренс, в родині матері-педагога й батька-політика. Був наймолодшим з чотирьох дітей в родині. Його дід, Франсуа Маніга був відомим генералом та політиком, і наприкінці XIX століття був кандидатом на пост президента країни.
Здобувши вищу освіту, викладав у школі математику та згодом отримав ступінь з філософії в Сорбонні. 1953 року як найманий працівник вступив на службу до Міністерства закордонних справ. 1958 року підтримав нового президента Франсуа Дювальє та став першим директором школи міжнародних досліджень при Університеті Гаїті. Однак, Дювальє 1960 року звинуватив його в підготовці студентського протесту, за що був ув'язнений, а невдовзі після цього був вигнаний з країни до самої смерті Дювальє.

## Родина
Дружина, Мірланд Маніга, — лідер гаїтянської опозиції наприкінці 2000-х і кандидат на пост президента на виборах 2010—2011 років.